# روبرت د. ريم
روبرت د. ريم (بالإنجليزية: Robert D. Reem)‏ هو ضابط أمريكي، ولد في 20 أكتوبر 1925 في لانكستر في الولايات المتحدة، وتوفي في 6 نوفمبر 1950 في كوريا الشمالية.